# Tara Babulfath
Tara Babulfath   (Huddinge, 3 de gener de 2006) és una judoka sueca, que competeix en la categoria del pes extra lleuger (actualment -48kg). Ha participat en 1 Olimpíada, guanyant la medalla de bronze als Jocs Olímpics de París. A més ha guanyat una medalla de bronze als Campionats del Món.
Amb 15 anys, Babulfath va guanyar l'or al Campionat d'Europa Cadet a Poreč 2022. Un any més tard, va guanyar la medalla de bronze en el Campionat del Món Cadet celebrat a Zagreb.
El 2024, amb només 18 anys, va fer el salt al circuit senior i va guanyar l'or al Grand Slam Bakú i el bronze al Grand Slam Tashkent. Als Campionats del Món de 2024 a Abu Dhabi, va guanyar el bronze, classificant-la per als Jocs Olímpics d'estiu de 2024.
Al torneig de judo de París 2024, va guanyar el bronze en la categoria de pes femení de 48 kg. Amb aquesta fita, es va convertir en la primera judoka sueca en guanyar una medalla en tota la història dels Jocs Olímpics. Tot i això, posteriorment va ser suspesa durant 3 mesos per queixar-se a l'àrbitre en les semifinals. No va reaparèixer fins al mes de novembre, quan va guanyar el campionat d'europa sub23 disputat a Polònia, on va guanyar la medalla d'or.
El març de 2025, Babulfath es convertia en membre de l'equip de la marca Adidas de Judo, el què li va permetre passar a la professionalització de l'esport. En el Campionat d'Europa de Podgorica, va ser desqualificada en primera ronda, per acumulació de tres faltes. En el Campionat del Món disputat a Budapest, va quedar eliminada en el combat de repesca.

## Família
Tara Babulfath és filla del lluitador suec d'origen iranià Mohammad Babulfath, que va competir als Jocs Olímpics de 2004, i de la lluitadora Ida Hellström, que va guanyar quatre medalles de campionat del món.

## Trajectòria professional
| Jocs Olímpics      | Jocs Olímpics | Jocs Olímpics | Jocs Olímpics |
| Any                | Seu           | Posició       | Prova         |
| ------------------ | ------------- | ------------- | ------------- |
| 2024               | París         | 3             | -48 kg        |
| Campionat del Món  |               |               |               |
| 2023               | Doha          | 1/16 final    | -48 kg        |
| 2024               | Abu Dhabi     | 3             | -48 kg        |
| 2025               | Budapest      | 7a posició    | -48 kg        |
| Campionat d'Europa |               |               |               |
| 2023               | Montepeller   | 7a posició    | -48 kg        |
| 2024               | Zagreb        | 1/16 final    | -48 kg        |
| 2025               | Podgorica     | 1/16 final    | -48 kg        |